# Chickhanchinal, Bilgi
Chickhanchinal là một làng thuộc tehsil Bilgi, huyện Bagalkot, bang Karnataka, Ấn Độ.